# Lac de Moiry

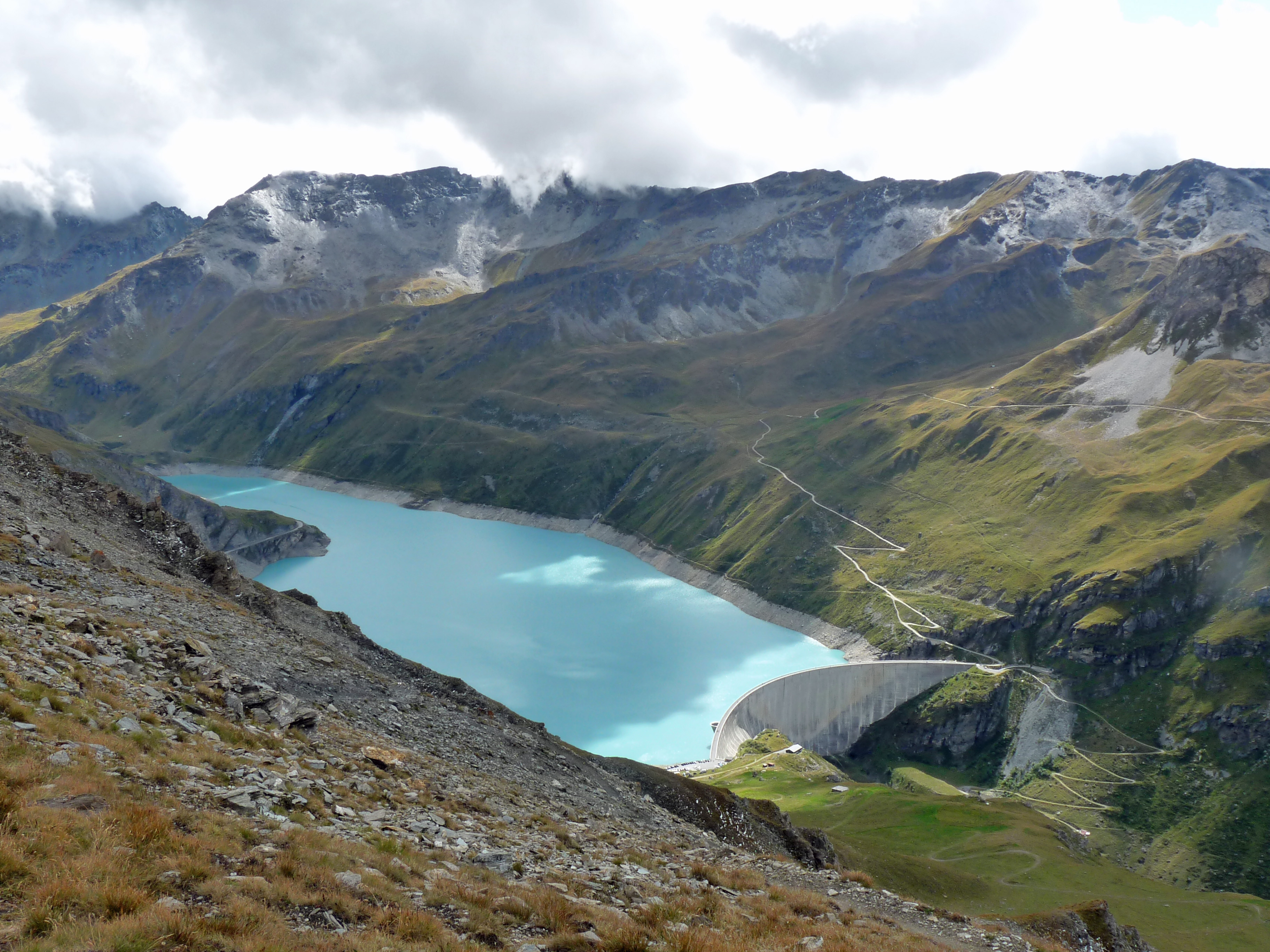
Zapora i jezioro Moiry przy obniżonym stanie wody

Lac de Moiry (pl. Jezioro Moiry) – sztuczne jezioro (zbiornik zaporowy) w szwajcarskiej części Alp Pennińskich. Powstało przez przegrodzenie doliny zwanej Val de Moiry zaporą wodną Moiry.

## Położenie
Zbiornik leży w rozległej dolinie Anniviers, w jej bocznej dolinie Val de Moiry, powyżej wsi Grimentz. Z punktu widzenia administracyjnego znajduje się w gminie Anniviers w dystrykcie Sierre w kantonie Valais. Obejmuje część Val de Moiry, znajdującą się powyżej jej przewężenia tworzonego skalnymi grzędami odchodzącymi od szczytu Ché de Mareinda (2903 m n.p.m.) po stronie zachodniej (lewej patrząc od strony wodnej zapory) i szczytu Corne de Sorebois (2895 m n.p.m.) po stronie wschodniej.

## Hydrografia
Długość zbiornika wynosi ok. 2,5 km, jego maksymalna szerokość 0,82 km. Powierzchnia zbiornika przy maksymalnym wypełnieniu wynosi 1,29 km². Lustro wody znajduje się wówczas na wysokości 2249 m n.p.m. Wahania poziomu wody w zbiorniku są znaczne i wynikają z zapotrzebowania elektrowni wodnej. Minimalny poziom lustra wody to 2150 m n.p.m.
Zbiornik zasilają wody spływającego spod lodowca Moiry potoku La Gougra, szeregu drobnych cieków wodnych spływających do zbiornika wprost z otaczających go zboczy, a także wody doprowadzane podziemnym rurociągiem z rejonu jeziorka Lona (fr. Lac de Lona). Powierzchnia tak określonej zlewni zbiornika wynosi 245 km².
Znaczna większość wód gromadzonych w zbiorniku transportowana jest podziemną sztolnią do elektrowni wodnej w przysiółku Mottec (1564 m n.p.m.), położonym w sąsiedniej dolinie rzeki La Navisence. Wody nadmiarowe upuszczane przez zaporę tworzą dalszy bieg potoku La Gougra, stanowiącego lewobrzeżny dopływ La Navisence.

## Znaczenie turystyczne
Prawie aż do stóp lodowca Moiry doliną prowadzi droga jezdna z Grimentz, która długim na 280 m tunelem wyprowadzającym na niewielki parking położony przy wschodnim końcu korony zapory, tuż nad lustrem wody. Korona zapory jest dostępna dla ruchu pieszego i umożliwia dostęp do zachodnich brzegów jeziora. Od korony zapory droga biegnie w górę doliny jej wschodnim zboczem, tuż nad brzegami zbiornika i kończy się na drugim parkingu, położonym tuż przed polodowcowym jeziorkiem Lac de Châteaupré, skąd można dojść do bliskiego już czoła lodowca Moiry. System ścieżek umożliwia wygodne obejście całego zbiornika.
Zbiornik nie jest przewidziany do uprawiania na nim sportów wodnych.